# Samer
Samer település Franciaországban, Pas-de-Calais megyében. Lakosainak száma 4642 fő (2022. január 1.). Samer Tingry, Carly, Doudeauville, Lacres, Longfossé, Questrecques, Verlincthun és Wierre-au-Bois községekkel határos.

## Népesség
A település népessége az elmúlt években az alábbi módon változott:
| Lakosok száma | 3983 | 4162 | 4385 | 4496 | 4611 | 4666 | 4656 | 4649 | 4642 |
|               | 2013 | 2015 | 2016 | 2017 | 2018 | 2019 | 2020 | 2021 | 2022 |